# Войцех Бридзінський

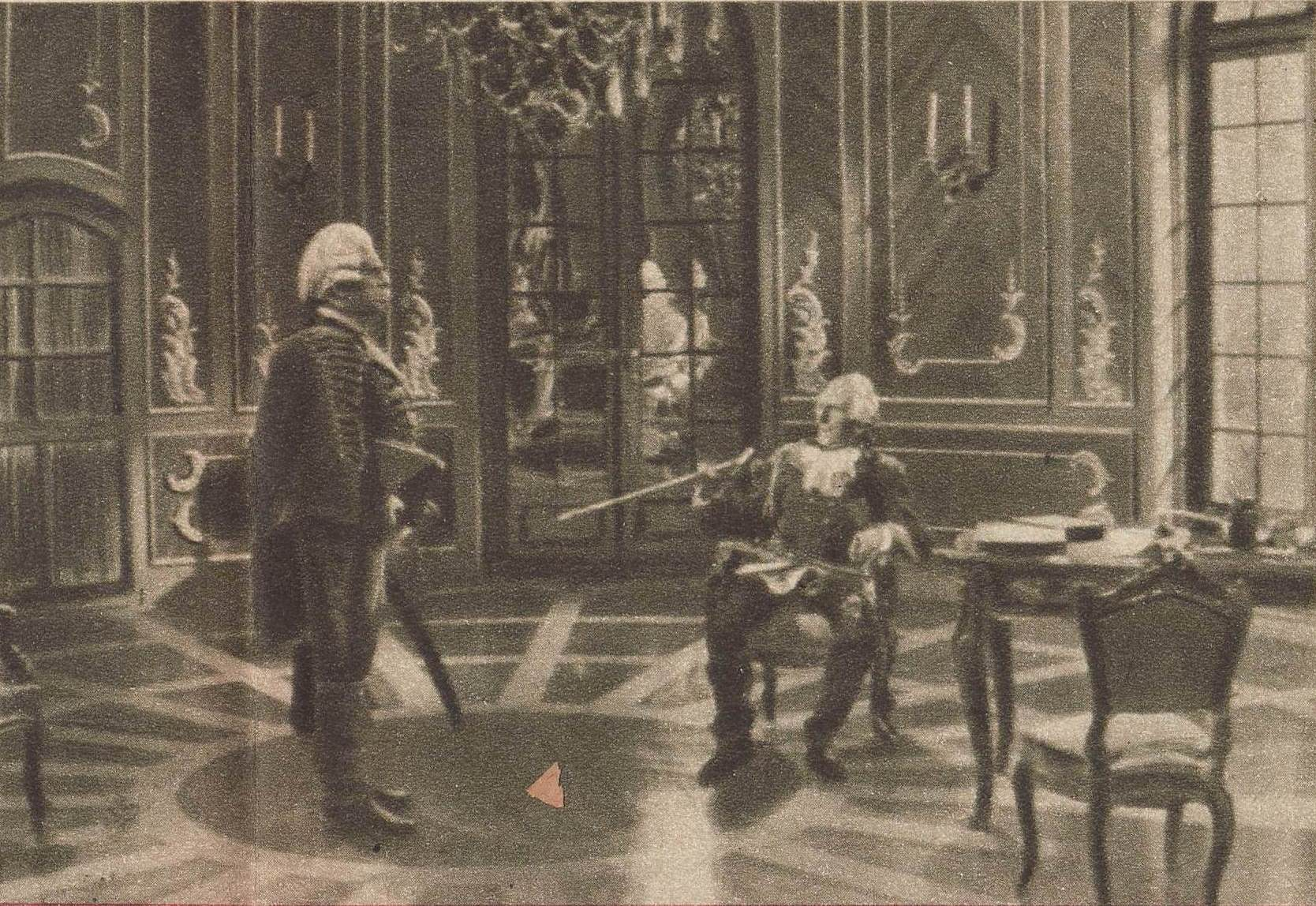
Войцех Бридзінський та Людовік Сольський у п'єсі «Великий Фридерик» Адольфа Новачиньського

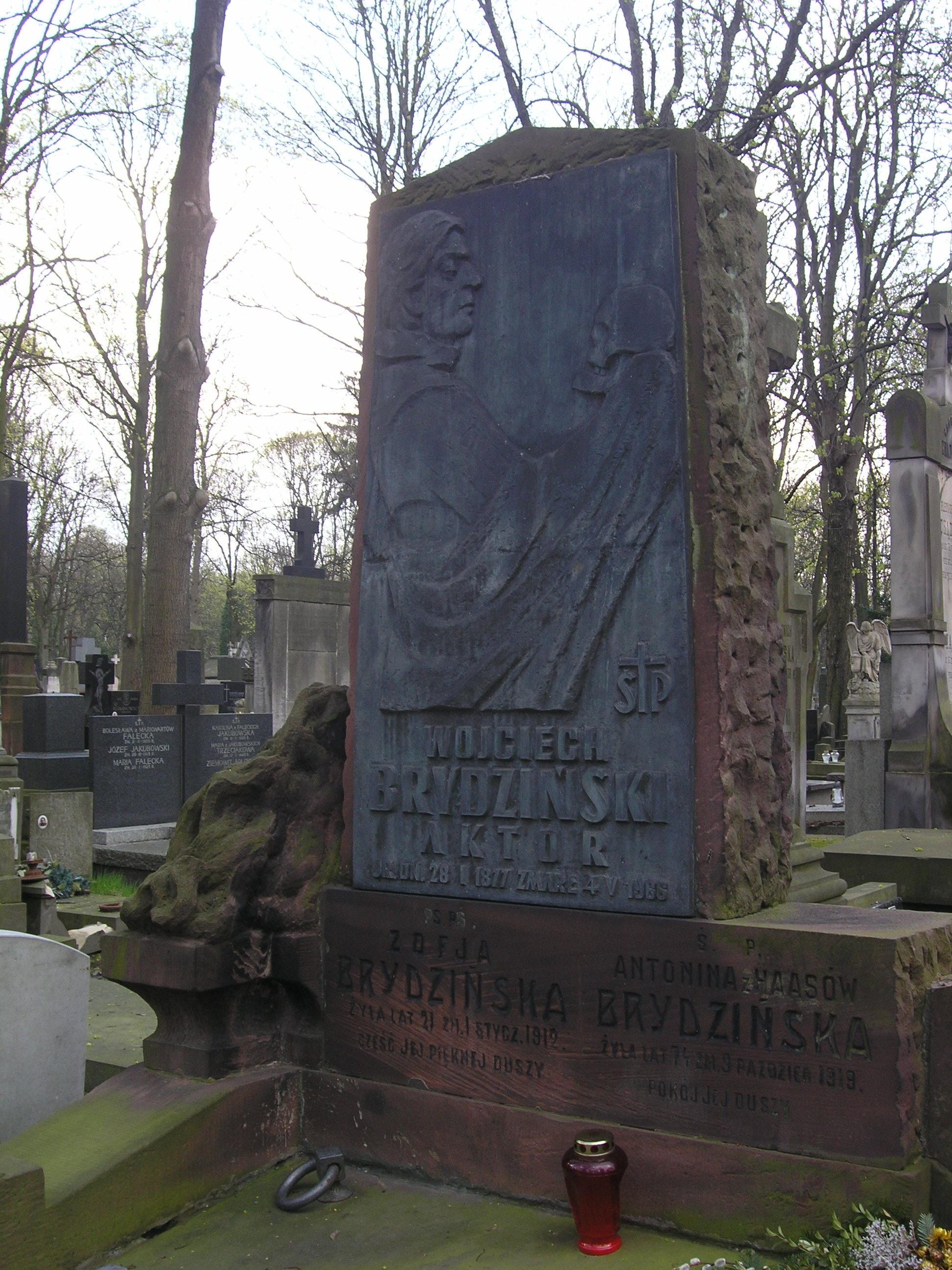
Могила актора Войцеха Бридзінського на Старих Повонзках у Варшаві (світлина 2012 року)

Войцех Бридзінський (пол. Wojciech Brydziński; 28 лютого 1877, Станиславів — 4 травня 1966, Варшава) — польський актор театру, кіно та радіо, режисер.

## Життєпис
Войцех Бридзінський народився у місті Станиславові (нині Івано-Франківськ). У віці 17 років він вийшов на сцену театру імені Фредрі в Станіславові. Після кількох років поїздок, він переїхав до Лодзі в 1899 році, де був прийнятий до трупи театру «Польскі». У 1906 році він переїхав до Варшави і був прийнятий до театру «Розмаїтості». У 1914 році Арнольд Шифман запропонував йому роботу в новому польському театрі, але після початку Першої світової війни Бридзінського депортували до Радянської Росію разом з іншими членами трупи, де в Москві було створено філію Польського театру. У 1922 році він повернувся до Польщі.
У міжвоєнний період він знімався у багатьох фільмах. Після Другої світової війни Войцех Бридзінський повернувся до Польського театру у Варшаві, де виступив, зокрема, у постановці Lilli Wenedzie Юліуша Словацького.
Коли Арнольд Шифман пішов з посади театрального режисера, сам Бридзінський перейшов на Польського радіо. Коли Шифман повернувся на посаду директора, актор також повернувся до польського театру. На його сцені Войцех виступав до 1963 року.
Войцех Бридзінський помер 4 травня 1966 року у Варшаві і був похований на Повонзківському кладовищі (ділянка 73-VI-1).

## Фільмографія
- Dzieje grzechu (1911) — Зигмунт Щербіч
- Жертва пристрасті (1912)
- Кривавий Дол (1912)
- Помста через могили (1913)
- Гріх (1913)
- Раб почуттів (1914) — Ян
- Дружина (1915 р.) — фабрикант Лаврескі
- Жінка, яка побачила смерть (1919)
- Івонка (1925) — поет Порай, батько Івони
- Пан Тадеуш (1928) — Адам Міцкевич
- Магдалена (1929) — Ян Беруда
- Знахар (1937) — батько Лешека
- Улан князя Йозефа (1937) — ветеран інвалід
- Палаючі серця (1937)
- За невиконану провину (1938) — батько Лещика
- Геній сцени (1939) — загальний

## Значки та нагороди
- Хрест Komandorski із Зіркою Ордена Відродження Польщі (1952, на честь 75-річчям з дня народження, за досягнення у мистецькій діяльності)[5]
- Орден Прапора Праці І класу (1955, на честь10-річчя Польської Народної Республіки та за заслуги у сфері культури і мистецтва)[6]
- Золотий Хрест Заслуги — двічі (1930, за заслуги в галузі драматичного мистецтва[7], 1946 року - як визнання заслуг у реконструкції будівлі Польського Театру у Варшаві та відновлення його художньої діяльності[8])
- Золотий «Лавр Академічний» (1937, за розвиток польської драматичної літератури)[9]
- Нагорода Міністра культури і іистецтва I ступеня у номінації «Найкращий актор» за роль Гамлет Вільяма Шекспіра на Фестивалі Szekspirowskim (1947)
- Державна нагорода І ступеня за досягнення у творчій діяльності на сцені театру у Польській Народній Республіці (1951)
- Нагорода міста Варшави (1957)